# Ђорђе Арсенијевић Емануел
Ђорђе Арсенијевић Емануел (13. април 1775 – 26 јануар 1837) био је руски војсковођа српског порекла, генерал коњице руске царске војске .

## Биографија
Рођен је 1775. године у Вршцу, српском граду у Банатској војној граници Хабзбуршке монархије, као син последњег вршачког обер-кнеза Арсенија Манојловића.
1788. године, када је имао само 13 година, Ђорђе је заједно са старијим братом Симеоном  учествовао у одбрани Вршца од Турака, и већ тада се заинтересовао за војну службу. Млади Ђорђе је убрзо после прве битке отишао у Србију и придружио се фрајкору (добровољачком одреду) пуковника Михаљевића и учествовао у акцијама против Турака у опсади Београда (1789). 1791. придружио се аустријској војсци у борби против Порте а у Ландауу 1792. године бива тешко рањен. Исте године унапређен је у каплара- јункера.
Од 1792-1794. учествовао је рату против Француске. И у том рату је три пута рањен. Године 1794. одликован је почасном златном медаљом „За храброст". Иако по пореклу није имао право, бива и унапређен у потпоручника у мађарској племићкој гарди.
Док је служио у гарди, Емануел је радио је на свом образовању: студирао је француске и италијанске, као и војне науке. Крајем 1796. године одлази у Русију. У Русији, због својих способности, веома брзо напредује, тако да је већ 1800 године, унапређен у чин пуковника.
У периоду од 1806-1807. учествује  у рату са Наполеоном. Истакао се  у биткама код Пултуска, Гутштадта и  Хеилсберга. Исте 1809. године у Кијевском драгунском пуку, као део Галицијског корпуса, учествовао је у галицијској кампањи . Почетком Наполеонове инвазије 1812 года командовао је  13-ом бригадом, која се састојала од Киевских и Новорусијских драгунских пукова, 4. коњичке дивизије и  4. резервног коњичког корпуса, 2-ге Западне армије Багратиона. Учествовао је у бици под Миром, бици код Салтановке, бици код Смоленска, Бородинској бици, код Малојарославцем, бици код Вјазме. У Бородинској бици је тешко рањен али се већ после месец дана вратио на дужности 
Исте године, 26 децембра, је унапређен у чин генерал-мајора.
У Рату шесте коалиције  командовао је летећим одредом као и коњицом. Учествовао је у опсадама Модлина, Глогауа, Кастела, Мајнца, биткама код Луцерна, Бауцена, Кацбаха, Вартенбурга, Лејпцига, Ремса, и бици за Париз. 15. августа 1813. године заробио је 2.559 противничких војника, 7 пушака и више од 30 кутија са муницијом. 17. августа код Левенберга победио је једну француску дивизију и истог дана одликован је Орденом Светог Ђорђа, III реда.
23. августа поразио је непријатељску коњицу код Герлица. У Лајпцигу је победио 6 француских пукова, заробио два генерала - Лористона и Дувенанта, 17 официра и 400 нижих чинова. Под Паризом је командовао одредом руске коњице и коњичке артиљерије послатим да заузму Неји на Сени и пресеку пут за Версај.
27. марта 1814. унапређен је у генерал-потпуковника, а 29. августа исте године постављен је за шефа 4. драгунске дивизије .
25. јуна 1826. постављен је за команданта трупа Кавказу  . 1827. године, захваљујући његовим напорима, многа планинска племена признала су руско држављанство: Тагаурци, Карабулаци, Дигори, Балкари, део Чечена (127 аула, 7457 породица, 30 хиљада људи оба пола). Као награду за ово приступање, учињено не силом оружја, већ паметним наредбама, Емануел је одликован Орденом Александра Невског 27. октобра 1827. 25. јуна 1828. унапређен је у генерала коњице.
Почетком руско-турског рата, Емануелов положај на Кавказу био је прилично тежак што због малог броја трупа којима је располагао што због непријатељског понашања локалних муслиманских народа као што су Черкези, Карачејци и други. У 12сатној бици код планине Хасаука, локалне јединице су доживеле пораз тако да су већ следећег дана старешине Карачаја су се састале са руским вођама и постигнут је договор о укључивању Карачаја у састав Руске империје. Убрзо после њих, Аварски канат (више од 100 хиљада становника), Натухајци, Темиргојци и Ногајци (око 19 хиљада људи) су припојени царству.
Године 1829, на предлог генерала Емануела, покренута је научна експедиција на планину Елбруса. Вођа експидиције је био Килар Хаширов. 10. (22.) јула 1829. године, приликом пењања на Елбрус, већина експедиције није стигла до врха због лошег времена. Међутим, Килар се, настављајући поход, попео на источни врх Елбруса [7]. Тиме је постао један од првих освајача ове планине. Због успеха експедиције, Емануел је изабран за почасног члана Санкт Петербуршке академије наука . 17. септембра додељен му је највиши рескрипт. У част Ђорђа Емануела, на падини Елбруса названа је једна пољана (пољана Емануел 43° 26'00 "Н 42° 31'00" Е). итд. (Г) (О) ) који је и даље базни камп за све оне који покушавају да освоје Елбрус  . 
Током 1830. и 1931. године води више војних похода против черкеских племена да би у једној од екпедиција био и тешко рањен у груди.
14. августа 1831. добио је неодређено одсуство ради опоравка и настанио се у Елисаветграду, где је и умро 26. јануара 1837.

## Породица
Био је ожењен Маријом Вилимовном Кнобел - ћерком генерал-мајора Вилима Кристијановича Кнобела, унуком архитекте Кристијана Кнобела. У браку је рођено десеторо деце: Марија, Ђорђе, Елизабета, Александра, Варвара, Софија, Николај, Лидија, Јулија, Александар.

## Одликовања
- Орден Светог Георгија 3. степена (17.08.1813)
- Орден Светог Георгија 4. степена (19.12.1812)
- Орден Светог Владимира 1. степена
- Орден Светог Владимира, II степен (1813)
- Орден Светог Владимира 3. степена (1812)
- Орден Светог Владимира, ИВ степен (1807)
- Орден Светог Александра Невског (02.10.1827)
- Орден Свете Ане 1. степена (1813)
- Дијамантске ознаке Ордена Свете Ане 1. степена
- Орден Свете Ане 2. степена (1807)
- Сребрна медаља „У знак сећања на Отаџбински рат 1812. године“
- Медаља "За заузимање Париза"
- Златна сабља "За храброст" (1807)
- Узвишени рескрипт ( 17.09.1829. )
- Знак одликовања „За XXXV године беспрекорне службе“ (1831)
- Златна медаља „За храброст“ (1794, Аустрија)
- Орден Црвеног орла 1. степена (1814, Пруска)
- Орден Црвеног орла, 2. степен (1813, Пруска)
- Орден мача, заповедник (1. класа) (1813, Шведска)